# Metrofanes (patriarcha Aleksandrii)
Metrofanes (zm. 1639) – prawosławny patriarcha Aleksandrii w latach 1636–1639.